# Біле (заказник, Бобровицький район)
Біле — гідрологічний заказник місцевого значення в Україні. Розташований у межах Бобровицького району Чернігівської області, на північ від с. Браниця.
Площа 304 га. Статус присвоєно згідно з рішенням Чернігівського облвиконкому від 27.12.1984 року. № 454. Перебуває у віданні ДП «Ніжинське лісове господарство» (Кобижчанське лісництво, кв. 47, 48, 62, 63, 64, 75, 76).
Охороняється осокове низинне болото, що має велике значення в регулюванні водного режиму басейну річки Остер і рівня ґрунтових вод прилеглих територій та служить місцем гніздування водоплавних птахів.